# Bardaxima molossus
Bardaxima molossus är en fjärilsart som beskrevs av Rothschild 1917. Bardaxima molossus ingår i släktet Bardaxima och familjen tandspinnare. Inga underarter finns listade i Catalogue of Life.